# 山田修路
山田 修路（やまだ しゅうじ、1954年（昭和29年）3月18日 - ）は、日本の政治家、農林官僚。自由民主党の元参議院議員（2期）。
総務大臣政務官（第3次安倍第3次改造内閣・第4次安倍内閣）、参議院農林水産委員長、水産庁長官、農林水産審議官などを務めた。

## 来歴
1954年、石川県加賀市で生まれる。1966年加賀市立錦城小学校、1969年に加賀市立錦城中学校、1972年に金沢大学附属高等学校、1976年に東京大学法学部を卒業。
1976年、農林省に入省。埼玉県庁農政課長、外務省出向（パリOECD代表部参事官）、農林水産省農村振興局長、生産局長、水産庁長官、農林水産審議官などを務めた。
2012年11月に自民党石川県連の公募で参議院議員候補に選ばれる。農林水産省出身で36年間務めた公務員生活では「地域、地方の発展のために努力したい」という思いを持ち続けていた。2012年9月に農林水産省を退職し、「県の発展のために仕事ができる。自分のライフワークの延長線上にある」と国政への挑戦を決めた。
「能登の里山里海」が世界農業遺産国内第一号に認定されたときは、農水審議官在職中で尽力した。城跡や塚など身近な名所を巡る能登のウォーキング大会に出会った時、認定を機に地域の良さを見直すために開いたと聞いて、「地域が自覚を持って取り組みを始めたことがうれしい」と思ったという。
趣味は、バドミントン、カラオケ、水泳。県議によると移動時はもっぱらリュックを背負っているという。

### 政治家として
2013年、第23回参議院議員通常選挙で32万票を得て、民主党の一川保夫などを破り初当選。
2016年、TPP特別委員会で安倍総理に対し、3度の質問をした。一国会で複数回の質問は異例と言える。
2014年8月22日、石川県農業会議の会長に就任。2017年8月に総務大臣政務官に就任したため会長を辞任。
2015年5月に白山市手取川上流域で発生した大規模な斜面崩壊による手取川濁水問題について、各省庁と国会議員との対策連絡会を開設。山田は事務局を引き受け、2015年6月3日に第1回の会合をひらいた。林野庁をはじめ、国土交通省、環境省他各省に迅速な対応を要望した。続いて、2016年2月、2016年4月にも会合を開き、濁水の経過報告と引き続きの対策について要望をおこなった。
2015年12月9日～16日までベトナム、オーストラリアを訪問し、環太平洋パートナーシップ協定（TPP)に関する参議院与野党合同調査団として、実情調査を行った。ベトナム・ハノイでは担当大臣らと意見交換をした。
2016年1月の第190回国会（通常国会）より参議院農林水産委員会筆頭理事に就任。
2016年2月8日～14日までアメリカを訪問し、日米韓の安全保障協力を前に進めたい官邸の意向も受け、ワシントンD.C.とサンフランシスコで重鎮議員ら約40人と会い、連携強化に関して通訳なしで意見交換をした。北朝鮮が事実上の弾道ミサイルを発射した直後とあって、米国側の関心も高く「議員間で一定の合意が得られた」という。
TPP承認案と関連法案を審議する参議院環太平洋パートナーシップ協定等に関する特別委員会（TPP特別委員会）の理事に就任。
2017年2月12日～18日までアメリカ（ワシントンD.C.、シカゴ、インディアナポリス）を訪問し、通商交渉や東アジア情勢を議題に、ワシントンで議員交流に臨むほか、シカゴなどではペンス副大統領の元側近らと協議した。
2017年4月21日、参議院本会議で初登壇し、「農業競争力強化支援法案」の趣旨説明に対する質疑をおこなった。
2017年5月20・21日、ベトナム・ハノイで開かれたTPP閣僚会合に党代表として森山裕前農林水産大臣とともに派遣された。離脱した米国を除く11カ国で発効を目指す方針を確認した。共同声明の採択にこぎつけたことで「役割は果たせた」と述べた。
2017年8月、第3次安倍第3次改造内閣で総務大臣政務官に就任。同年11月の第4次安倍内閣でも留任し、2018年10月の内閣改造まで務めた。
総務大臣政務官として「森林環境税」の増設に尽力した。農水省官僚出身で、森林整備の財源確保を持論とし、2017年8月からは地方税を所管している総務省に在籍していたことから、「林業関係者と国を橋渡ししたい」と調整に奔走した。「森林環境税」は2018年度の税制改正で設立した。
また総務大臣政務官として、テレワークの推進に努めた。2018年1月15日には長野県軽井沢町で、テレワークをテーマに意見交換会をおこなった。7月24日には軽井沢リゾートテレワーク協会の設立式典に出席。7月27日には石川行政評価事務所で、職員のテレワーク活用状況を視察。「大雪による交通機関の影響を受けずに仕事ができた」との職員の意見に感心していた。
2018年1月、総務省「働き方改革チーム」の顧問になる。同年6月に開催された省内報告会では「幹部の方々を中心とした職員の意識改革をお願いしたい」と意見を述べた。
2018年10月、参議院自由民主党政策審議会副会長に就任した。
2018年10月22日、石川県農業会議の会長に復帰した。復帰時の懇談で「農地の維持には担い手の確保が欠かせない。若手農業者の育成に取り組みたい」と述べた。
2018年、第25回参議院選挙における自由民主党の第一次公認候補となる。
2019年1月の第198回国会（通常国会）より、参議院総務委員会、災害対策特別委員会、国民生活と経済に関する調査会（筆頭理事）に所属している。
2019年7月の第25回参議院議員通常選挙で再選。
2021年12月、参議院農林水産委員長に就任。
2021年12月、翌年春に行われる石川県知事選挙への立候補の意向を示し、参議院議員を辞職した。
2022年3月、投開票の結果、元衆議院議員の馳浩に24051票差で敗れ落選。また、前金沢市長の山野之義にも16069票差で及ばず、結果は3位となった。

### 略歴
- 1954年3月18日 - 石川県加賀市生まれ
- 1966年3月 - 錦城小学校卒業
- 1969年3月 - 錦城中学校卒業
- 1972年3月 - 金沢大学附属高等学校卒業
- 1976年3月 - 東京大学法学部卒業
- 1976年4月 - 農林省入省、埼玉県農林部農政課長、外務省経済協力開発機構日本政府代表部参事官、農村振興局長、生産局長、農林水産審議官などを務める
- 2012年9月 - 農林水産省を退省
- 2013年7月 - 参議院議員選挙で初当選（石川県選挙区）
- 2016年1月 - 参議院農林水産委員会 筆頭理事
- 2017年8月 - 総務大臣政務官（第3次安倍第3次改造内閣）
- 2017年11月 - 総務大臣政務官（第4次安倍内閣）
- 2018年10月 - 参議院自由民主党政策審議会副会長
- 2019年7月 - 参議院議員選挙で再選（石川県選挙区）
- 2021年12月 - 参議院農林水産委員長
- 2021年12月24日 - 参議院議員辞職

## 政策・主張
- 消費税の10%への引き上げについて賛成している[33]。
- 選択的夫婦別姓導入に「賛成」[34]。
- 憲法9条の改正に賛成。改正して、自衛隊の役割や限界を明記すべきだ[35]。
- 日本の核武装について、国際情勢によっては検討すべきだ[35]。
- 首相や閣僚の靖国神社参拝は問題ない[35]。
- 村山談話・河野談話を見直すべきでない[35]。

参議院選挙制度改革では、合区反対の立場にある。2013年12月の参議院選をめぐる「一票の格差」訴訟で、名古屋高裁金沢支部が「違憲状態」の判決を出した時は、「単なる人口比率だけでは地方の声が届かなくなる。人口以外の要素も入れて、制度全体で見直すことが必要」と述べる。2015年3月27日には平成25年（2013年）当選の同期議員とともに、現行選挙区維持を求める意見書を参議院議員会長に提出した。
北國新聞のインタビューで、「北朝鮮船の違法操業は、国と地方の認識を一致させる努力をしてきた。危険な相手だけに、政府は軽々に臨検やだ捕に踏み切れないが、排他的経済水域から出ていかないのなら、国も覚悟をもって強い対応をすべきだ」と見解を示している。
石川県知事選挙に際し、自民党本部が馳浩を全面的に支援したことを「ロシアがウクライナに攻め込んでいる。同じことが（知事選で）起こっている」「東京で知事を決めたのだから黙れということだ。これを許しては民主主義は崩壊する」とロシアによるウクライナ侵攻を引き合いに出し党本部を批判した。

## 支援団体
- 全国たばこ販売政治連盟（組織推薦候補者）[40]

- 神道政治連盟[41]

## 著書

### 単書
- 『むらとまちを結ぶフランス』（家の光協会、1998年） ISBN 978-4259545505

- 『WTOドーハ・ラウンド10年の軌跡』 （全国農業会議所、2012年） ISBN 978-4802830621

### 訳書
- 『持続的農業―概念、課題とOECD諸国の政策』（農政調査委員会、1996年）ISBN 978-4931118096